# Martha Walter
Martha Walter (Filadelfia, 19 de marzo de 1875 – Massachusetts, enero de 1976) fue una pintora impresionista estadounidense.

## Trayectoria
Nació en Filadelfia donde asistió a un instituto femenino. Estudió arte en el Museo y Escuela de Arte Industrial de Pensilvania (actualmente Facultad de Arte y Diseño de la Universidad de las Artes) en los años 1895-1898 y en la Academia de Bellas Artes de Pensilvania. Aprendió con William Merritt Chase. Walter ganó el Premio Toppan de la escuela en 1902 y la Beca Cresson Travelling en 1908. En 1909 también ganó el Premio Mary Smith de la escuela a la mejor pintura de una artista residente.
Usando la beca Cresson, viajó a España, Italia, los Países Bajos y Francia. En Francia, recibió clases de Rene Menard y Lucien Simon en la Academia de la Grande Chaumière. Walter expuso en las Galerías George Petit en París en 1922. El gobierno francés compró una de sus obras titulada The Checquered Cape.
Fue elogiada en su carrera por su "representación íntima de niños pequeños" en pinturas como The Picnic y A Parasol Tea, que destacaron especialmente por su uso del color.
En la década de 1930, Walter viajó al norte de África y comenzó a pintar los mercados de Túnez, Trípoli y Argel. El sol africano ofrecía una iluminación diferente que la de sus escenas habituales en América y Francia. 
Después de regresar a Nueva Inglaterra, se estableció en un estudio en Gloucester, Massachusetts, donde a menudo pintaba escenas de playa. Enseñó arte en la Chase's New York School of Art. Solía vivir con una de sus hermanas, y a veces viajaba en el verano con Alice Schille, a quien había conocido como estudiante de arte.
Su obra pasó a formar parte de los fondos de la David David Gallery de Filadelfia en la década de 1960.  
Martha Walter trabajó hasta unos años antes de su muerte en 1976 a los 100 años.

## Reconocimiento
- La pintura de 1922 de Walter The Telegram, Detention Room (Ellis Island) se incluyó en la exposición inaugural del Museo Nacional de Mujeres en las Artes, American Women Artists 1830-1930, en 1987.[9]
- Las retrospectivas que muestran su trabajo incluyen: Martha Walter, en el Museo de Arte George Thomas Hunter, Chattanooga, TN en 1953; Martha Walter, Hammer Galleries, Nueva York, NY, en 1974-1975; y Joyas impresionistas: la pintura de Martha Walter, una retrospectiva, en el museo de arte Woodmere en 2002.[10][8]

## Galería

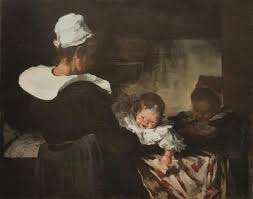
Brittany family por Martha Walter
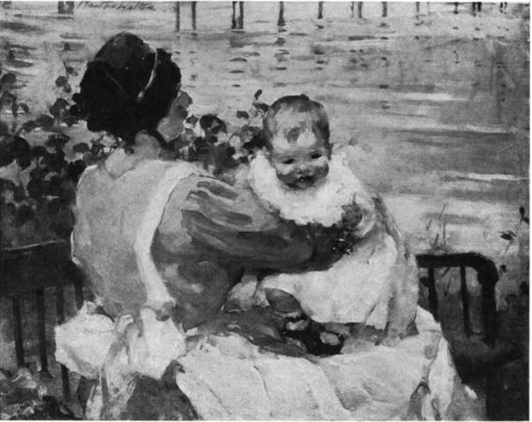
Enfermera inglesa por Martha Walter (reimpresión en blanco y negro)
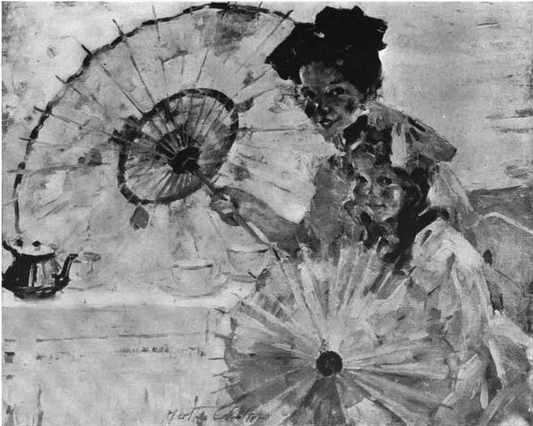
A Parasol Tea de Martha Walter (reimpresión en blanco y negro)
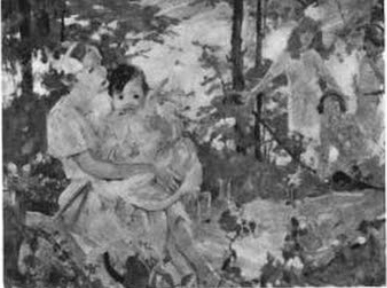
El picnic de Martha Walter (reimpresión en blanco y negro)
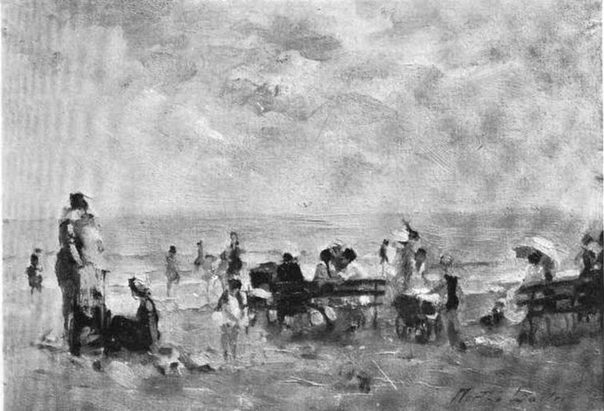
La Plage por Martha Walter (reimpresión en blanco y negro)
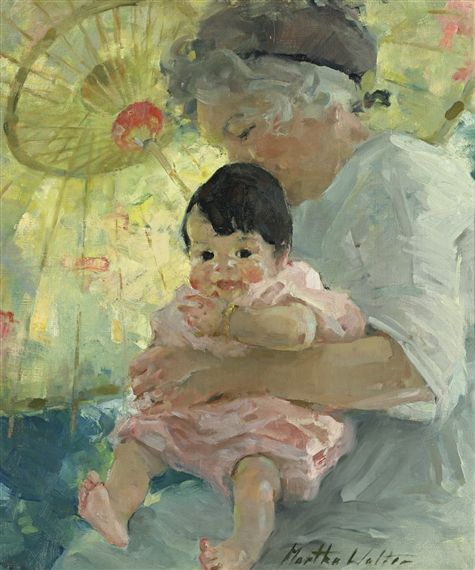
Motherhood de Martha Walter (1915)